# Aglenchus
Aglenchus är ett släkte av rundmaskar. Aglenchus ingår i familjen Tylenchidae.
Släktet innehåller bara arten Aglenchus agricola.